# Lista odcinków serialu Gotowe na wszystko
Lista odcinków serialu Gotowe na wszystko emitowanego w amerykańskiej telewizji ABC od 3 października 2004 do 13 maja 2012 roku. Serial emitowany był Polsce przez stacje Polsat (sezony 1 do 5) i Fox Life (od drugiego do ósmego). Składa się ze 180 zwykłych odcinków. Istnieje także 7 odcinków specjalnych.
Każdy tytuł odcinka pochodził od musicalu lub muzyki napisanej przez Stephena Sondheima.

## Tabela
| Seria | Liczba odcinków | Premiera amerykańska i kanadyjska | Emisja w Polsce         | Wydanie DVD | Średnia oglądalność odcinka w milionach | Emitowane w Polsacie | Emitowane w FoxLife | Emitowane na platformie cyfrowej „n” |
| ----- | --------------- | --------------------------------- | ----------------------- | ----------- | --------------------------------------- | -------------------- | ------------------- | ------------------------------------ |
| 1     | 23              | 03.10.2004 – 22.05.2005           | 01.09.2005 – 26.01.2006 | 18.09.2006  | 24,13                                   | T                    | N                   | [ a ]                                |
| 2     | 24              | 25.09.2005 – 21.05.2006           | 02.03.2006 – 13.07.2006 | 18.09.2007  | 22,98                                   | T                    | T                   | [ b ]                                |
| 3     | 23              | 24.09.2006 – 21.05.2007           | 23.09.2007 – 09.12.2007 | 04.12.2007  | 19,30                                   | T                    | T                   | T                                    |
| 4     | 17              | 30.09.2007 – 18.05.2008           | 14.02.2008 – 10.04.2008 | 17.03.2009  | 17,82                                   | T                    | T                   | T                                    |
| 5     | 24              | 28.09.2008 – 17.05.2009           | 12.02.2009 – 16.07.2009 | 19.02.2010  | 15,04                                   | T                    | T                   | T                                    |
| 6     | 23              | 27.09.2009 – 16.05.2010           | 14.02.2010 – 02.07.2010 | 11.02.2011  | 12,81                                   | N                    | T                   | T                                    |
| 7     | 23              | 26.09.2010 – 15.05.2011           | 28.11.2010 – 05.06.2011 | 09.03.2012  | 10,62                                   | N                    | T                   | T                                    |
| 8     | 23              | 25.09.2011 – 13.05.2012           | 06.11.2011 – 20.05.2012 | 08.03.2013  | 8,75                                    | N                    | T                   | T                                    |

## Spis odcinków

### Seria 1
| 1 | Pilot                          | Charles McDougall | Marc Cherry                                                        | 3 października 2004  | 8 września 2005      |
| Na przedmieściach Fairview, na Wisteria Lane, życie mieszkańców uległo wstrząsowi. Mary Alice Young, jedna z sąsiadek, popełniła samobójstwo. Na pogrzebie, zostały przedstawione jej przyjaciółki: przedsiębiorcza i cwana Lynette Scavo, egoistyczna i piękna Gabrielle Solis, perfekcyjna domatorka Bree Van De Kamp i ciapowata, lecz urocza Susan Mayer. Wszystkie wiodły w miarę udane życie, starając się przy tym ukryć swoje sekrety przed innymi. Susan i rozwiązła oraz jędzowata Edie Britt walczyły o uwagę nowego mieszkańca, a także hydraulika, Mike’a Delfino. Dzieci Lynette spowodowały zamieszanie w basenie Youngów, stawiając ją w niezręcznym położeniu. Gabrielle miała romans z nastoletnim ogrodnikiem, ponieważ jej mąż Carlos zaniedbywał ją i traktował przedmiotowo. Rex – mąż Bree – zasłabł w restauracji w wyniku reakcji alergicznej na cebulę, wkrótce po oświadczeniu swojej żonie, że chce rozwodu. Susan przez przypadek spaliła dom Edie po tym, jak chciała się przekonać, czy Mike jest z nią. On, w tym czasie, szukał czegoś dla kogoś, mając pistolet za pazuchą. Podczas porządkowania rzeczy Mary Alice, jej sąsiadki odkryły tajemniczy list z szantażem, który zastanowił je, co Mary Alice mogła zrobić. |                                |                   |                                                                    |                      |                      |
| 2 | Ah, But Underneath             | Larry Shaw        | Marc Cherry                                                        | 10 października 2004 | 8 września 2005      |
| Sąsiadki zdecydowały się powiedzieć Paulowi – wdowcu po Mary Alice – o tajemniczym liście, podczas gdy on w nocy wykopał spod basenu skrzynkę z zabawkami. Carlos niemalże nakrył Gabrielle i ogrodnika w trakcie ich kąpieli w domu a John zakochał się w żonie swego pracodawcy. Bree zasugerowała Rexowi, by zaangażowali się w terapię małżeńską. Martha Huber pomogła zebrać Edie jej nienadpalone rzeczy i odkryła pewien dowód, związany z Susan – jej szklany kubek. Edie i Susan zmagały się o uwagę Mike’a, przez co ta druga zaprosiła pierwszą na kolację u hydraulika, lecz to pies Mike’a miał zapłacić za to cenę. Sfrustrowana niesubordynacją dzieci, Lynette zastosowała nową technikę wychowawczą, na której sama się sparzyła. Rex obwiniał Bree za ich małżeńskie problemy na ich pierwszej sesji u doktora Goldfine’a. Paul wyrzucił skrzynię do jeziora, lecz ona wypłynęła na powierzchnię. |                                |                   |                                                                    |                      |                      |
| 3 | Pretty Little Picture          | Arlene Sanford    | Oliver Goldstick                                                   | 17 października 2004 | 15 września 2005     |
| Wskutek przynagleń Susan, panie zdecydowały się urządzić kolację na cześć Mary Alice. Mała dziewczynka przyłapała Gabrielle na całowaniu się z Johnem i szantażowała gospodynię, by kupowała jej prezenty. Tom – mąż Lynette – zgodził się zaopiekować dziećmi, gdy ona będzie na przyjęciu. Zach – syn Paula i Mary Alice – znalazł rewolwer, z którego jego matka się zastrzeliła. Usłyszał też, że skrzynia została złowiona przez policję i w środku były szczątki człowieka. Goldfine zasugerował Van De Kamp’om osobne sesje, ale Bree była temu niechętna. Susan zadzwoniła do Karla – byłego męża – by porozmawiali o swoich problemach, ale zaowocowało to zamknięciem się Susan na dworze bez ubrania. Rex powiedział sąsiadom o terapii na przyjęciu. W rewanżu, Bree upokorzyła męża przed wszystkimi, przez co ten się wyprowadził od niej. Susan powiedziała Karlowi, że otrząsnęła się z tego co jej zrobił. W zamian otrzymała przeprosiny od Brandi – kochanki Karla – za to, że nieświadomie rozbiła ich małżeństwo. Bree spenetrowała archiwum w biurze doktora Goldfine, by dowiedzieć się co powiedział Rex. W zamian odnalazła nagranie Mary Alice. Paul wystawił swój dom na sprzedaż. |                                |                   |                                                                    |                      |                      |
| 4 | Who’s That Woman?              | Jeff Melman       | Marc Cherry & Tom Spezialy                                         | 24 października 2004 | 22 września 2005     |
| Lynette zaprzeczyła jakoby jej bliźniaki – Preston i Porter – miały ADHD, ale w zamian zaproponowała, by ich rozdzielono do innych klas. Gospodynie odsłuchały kasety Mary Alice i dowiedziały się, że „Angela” było jej prawdziwym imieniem. Edie próbowała poderwać Mike’a, myjąc w bardzo erotyczny sposób swój samochód. Susan wygrała tę potyczkę oddając mu jego pocztę i godząc się na wyjście do kina. Martha Huber użyła szklanej miarki Susan, by ją szantażować, powodując kompromisy w jej związku z Mikiem. Susan odzyskała kubek z pomocą Julie. Carlos zaczął podejrzewać Gabrielle o zdradę, ale udał się po odpowiedź do niewłaściwego człowieka. Bree zmagała się z Andrew – synem jej i Rexa – po tym jak jego ojciec wyprowadził się. Paul po tym, jak sąsiadki powiedziały mu o liściku, wynajął prywatnego detektywa – pana Shaw – by wytropił nadawcę. |                                |                   |                                                                    |                      |                      |
| 5 | Come In, Stranger              | Arlene Sanford    | Alexandra Cunningham                                               | 31 października 2004 | 29 września 2005     |
| Włamanie na Wisteria Lane zaalarmowało wszystkich mieszkańców Wisteria Lane. Susan została poproszona na randkę, na którą się udała po tym, jak Mike odprawił ją chłodno. Do Gabrielle przyjechała jej teściowa – Juanita „Mama” Solis, by na polecenie Carlosa, obserwowała swoją synową i pomogła mu znaleźć dowody na zdradę. Mike, o czym mieszkańcy nie wiedzieli, był tym który włamał się do domu i zostawił on na miejscu śrubokręt. Tom i Lynette zdecydowali się posłać bliźniaki do Barcliff Academy, prywatnej szkoły. Lynette zmęczyła Prestona i Portera, tak by byli wyczerpani podczas obserwacji. Rex zabrał dzieci na weekend, a Bree wykorzystała ten czas, by zbliżyć się do Zacha. Zaprosiła go na kolację, podczas której dowiedziała się, że on może być powodem śmierci Mary Alice. |                                |                   |                                                                    |                      |                      |
| 6 | Running To Stand Still         | Fred Gerber       | Tracey Stern                                                       | 7 listopada 2004     | 6 października 2005  |
| Gospodynie dyskutowały nad nagłym zniknięciem Zacha, który trafił przez Paula do zakładu rehabilitacji dla nieletnich. Carlos, z pomocą swej matki, był zdesperowany, by odkryć z kim jego żona romansuje. Lynette wdała się w zażartą dyskusję z inną matką w Barcliff Academy – Maisy Gibbons – na temat zrobienia politycznie poprawnego przedstawienia o Czerwonym Kapturku. Gabrielle obawiała się, że John stracił nią zainteresowanie, gdy widziała go z córką Bree i Rexa – Danielle. Susan zaangażowała się w śledztwo dotyczące rodziny Young. Dr Goldfine zasugerował, by Van De Kampowie zatrudnili „seksualną surogatkę” co oburzyło Bree. Gabrielle wykorzystała problem Juanity z uzależnieniem od pokera i spędziła więcej czasu z Johnem. Lynette wzięła kilka pastylek jej dzieci na ADHD, by pomóc sobie z przygotowaniem kostiumów na przedstawienie. Julie – córka Susan i Karla – pomogła matce i włamała się do celi Zacha, gdzie chłopak wspomniał imię „Dana”. |                                |                   |                                                                    |                      |                      |
| 7 | Anything You Can Do            | Larry Shaw        | John Pardee & Joey Murphy                                          | 21 listopada 2004    | 13 października 2005 |
| Susan powiedziała przyjaciółkom o imieniu „Dana”. Juanita przez przypadek odkryła, że Gabrielle spotyka się z Johnem i była zdeterminowana, by nakryć ich razem. Paul zaczął podejrzewać Edie o wysłanie listu z szantażem do jego zmarłej żony. Lynette uzależniła się od leków swoich dzieci. Rex zdradził Bree, że już złożył dokumenty rozwodowe i chciał przeciągnąć dzieci na swoją stronę poprzez podarunki. Mike miał niespodziewanego gościa w swoim domu o imieniu Kendra, przez co musiał odwołać swoją randkę z Susan. Kendra została wysłana przez swojego ojca, który wynajął Mike’a, by odnalazł jego córkę i jej siostrę, o czym Susan nie wiedziała. Gabrielle zaoferowała Danielle miejsce w nowojorskiej szkole modelek byle tylko trzymać ją z dala od Johna. Będąc pod wpływem medykamentów, Lynette sabotowała awans Toma w firmie, gdzie pracował. Pijany Andrew potrącił Juanitę samochodem od ojca, chwilę po tym jak ona zrobiła zdjęcie synowej z Johnem w łóżku. |                                |                   |                                                                    |                      |                      |
| 8 | Guilty                         | Fred Gerber       | Kevin Murphy                                                       | 28 listopada 2004    | 20 października 2005 |
| Bree odkryła, że pijacki wybryk jej syna doprowadził Juanitę do śpiączki. Wraz z mężem postanowiła zatuszować to przestępstwo pozbywając się auta. Była jednak szoku, gdy Andrew nie okazywał skruchy za to co zrobił. John powiedział Gabrielle, że wyznał księdzu wiadomość o romansie. Susan zdecydowała się odszukać prawdziwe przyczyny przeprowadzenia się Mike’a na Wisteria Lane. Obserwowała jego dom, gdy go nie było i odkryła rewolwer oraz kilka bloczków zwiniętej gotówki. Później utknęła między poziomami domu, gdy skoczyła na spróchniałą podłogę w łazience. Mike znalazł ją, ale wiedział, że nie może mu zaufać i dlatego z nią zerwał. Lynette osiągnęła punkt krytyczny w związku ze swym uzależnieniem od medykamentów i wyznała wszystko Susan oraz Bree. Po konfrontacji z Edie, Shaw dowiedział się, że to Marta Huber była szantażystką Mary Alice. Mike i Susan pogodzili się i po raz pierwszy poszli do łóżka. Paul, w tym samym czasie, odwiedził Marthę, by się z nią zmierzyć. Gdy powiedziała, że nie żałuje tego co zrobiła, zabił ją. |                                |                   |                                                                    |                      |                      |
| 9 | Suspicious Minds               | Larry Shaw        | Jenna Bans                                                         | 12 grudnia 2004      | 27 października 2005 |
| Gabrielle, aby uspokoić sumienie, postanowiła zorganizować pokaz mody. Dochód z imprezy został przeznaczony dla pielęgniarek szpitala, w którym przebywała „Mama” Solis. Podczas wybierania sukienek, mieszkanki przedmieścia rozmawiały na temat niespodziewanego zniknięcia Marthy, podczas gdy Paul pochował ją w lesie. Lynette użyła swych biznesowych zdolności, by odbić innej bogatej damie porządną nianię. Bree i Rex zastanawiali się jak ukarać swego socjopatycznego syna po tym, jak Bree znalazła marihuanę w jego rzeczach a sam Andrew nadal nie żałował poturbowania Juanity. Susan dowiedziała się co łączy Gabrielle i Johna. Przyszła do niej z tą informacją i zmusiła Latynoskę do wyznania prawdy. Helen – matka Johna – także dowiedziała się o romansie syna z mężatką, ale pomyliła Gabrielle z Susan. Paul dowiedział się, że Zach uciekł z placówki leczniczej. Chłopak ukrył się w pokoju Julie, której powiedział, że „Dan” była prawdopodobnie jego siostrą i on ją zabił. Susan została upokorzona na pokazie mody, co zmusiło Gabrielle do wyznania Helen swej winy. Carlos został aresztowany przez policję, twierdząc, że to jego partner biznesowy wmanewrował go w nieczyste interesy. |                                |                   |                                                                    |                      |                      |
| 10 | Come back to me                | Fred Gerber       | Patty Lin                                                          | 19 grudnia 2004      | 3 listopada 2005     |
| Maisy Gibbons miała sekret. Trudniła się podmiejską prostytucją. Jednym z jej klientów był Rex. Bree odkryła to, gdy widziała podpis Maisy na dokumentach ze szpitala po ataku serca męża. Gabrielle wpadła w kłopoty finansowe po tym jak Carlos został aresztowany za niewolniczą pracę Laotańczyków. Edie zaczęła być podejrzliwa o miejsce pobytu Marthy Huber. Lynette poczęła być zazdrosna, że jej nowa niania – Claire – może się zbytnio zbliżyć z jej dziećmi. Dlatego zaczęła ją nagrywać. Susan i Mike odkryli, że Julie zaopiekowała się Zachem po tym, jak krążył po domu. Samochód Gabrielle został zarekwirowany przez policję. Obawiając się zajęcia innych przedmiotów, poukrywała je w garażu Bree za jej zgodą, tylko na czas wizytacji policji. Julie czuła się zdradzona przez matkę po tym, jak Susan kazała Mike’owi odesłać Zacha do jego ojca. |                                |                   |                                                                    |                      |                      |
| 11 | Move On                        | John David Coles  | David Schulner                                                     | 9 stycznia 2005      | 10 listopada 2005    |
| Edie zorganizowała całe przedmieście do poszukiwań Marthy. Złowroga siostra zagubionej – Felicia Tilman – przyjechała do Wisteria Lane, by przeprowadzić śledztwo dotyczące zniknięcia znienawidzonej krewnej. Bree, będącą w separacji z mężem, poprosiła lokalnego farmaceutę – George’a – by udał się z nią na randkę, co wzbudziło zazdrość Rexa. Mike obawiał się, że Susan może nadal kochać Karla, ale ona obaliła jego teorię na urodzinach Julie. Paul, z obawy przed odkryciem jego sekretu przez policję, podrzucił biżuterię Marthy do garażu Mike’a. Tom widział Claire jak przemieszczała się zupełnie naga po mieszkaniu, co go pobudziło i uprawiał seks z Lynette. Gdy ta odkryła ten fakt, zwolniła nianię. Gabrielle, głodna pieniędzy, zdecydowała się powrócić do modelingu. |                                |                   |                                                                    |                      |                      |
| 12 | Every Day A Little Death       | David Grossman    | Chris Black                                                        | 16 stycznia 2005     | 17 listopada 2005    |
| Mieszkańcy Wisteria Lane wreszcie odkryli zwłoki Marthy Huber. Susan dowiedziała się, że zmarła prowadziła dziennik, w którym zapisywała najpikantniejsze tajemnice sąsiadów. Dlatego też sama przyznała się Edie do spalenia jej domu. Bree i George udali się na strzelnicę i kiedy ten próbował pocałować Bree, odstrzelił sobie środkowy palec lewej nogi. Lynette zapisała się na lekcje jogi, ale miała problem z umieszczeniem jej dzieci w przedszkolu. Carlos, został wypuszczony za poręczeniem paszportu, ku niezadowoleniu Gabrielle ponieważ miał areszt domowy i nie mógł pracować. Prawdziwy powód wprowadzenia się Mike’a został wyjawiony na spotkaniu z ojcem Kendry – Noah – który płacił hydraulikowi za odnalezienie zaginionej od ponad 10 lat córki – Deirdre. |                                |                   |                                                                    |                      |                      |
| 13 | Your Fault                     | Arlene Sanford    | Kevin Etten                                                        | 23 stycznia 2005     | 24 listopada 2005    |
| Do rodziny Scavo przyjechał ojciec Toma – Rodney. Podczas wizyty dowiedziała się, że zdradza żonę i że Tom o tym wiedział. Susan nie spodobał się rozwijający się romans między Julie a Zachem. Zdecydowała się być przyzwoitką córki na szkolnej potańcówce. Paul upewnił się, że Susan nie wie zbyt wiele o ich rodzinnej tajemnicy. Powiedział też Zachowi, że nikogo nie zabił a „Dana” żyje. Zach wymusił na ojcu, by się nie wyprowadzali, jeśli ma milczeć. Bree zignorowała starania Rexa, by rozwiązać ich problem, gdy adwokaci dzielili ich majątek, ponieważ chciała rewanżu za jego zdradę. Gabrielle odwiedzili rodzice Johna i zmusili ją do nakłonienia już 18−letniego Johna do powrotu na college. Odrzuciła też oświadczyny chłopaka, twierdząc, że nadal kocha Carlosa. |                                |                   |                                                                    |                      |                      |
| 14 | Love Is In The Air             | Jeff Melman       | Tom Spezialy                                                       | 13 lutego 2005       | 1 grudnia 2005       |
| Susan wyczekiwała walentynek z Mikiem. Mężczyzna został jednak postrzelony po tym jak włamał się do jednego z domów, szukając odpowiedzi w sprawie Deirdre. Bree pogodziła się z Rexem i uznała, że jest gotowa do pracy nad polepszeniem jej małżeństwa. Była jednak w szoku, gdy ten odkrył przed nią swój seksualny fetysz. Karen McCluskey – sąsiadka Lynette, twierdziła, że bliźniaki Scavo ją okradły. Gabrielle poszukiwała pracy, najpierw w sklepie z materacami, a następnie, w drogerii. Zwolniła też swoją pokojówkę – Yao Lin, która odegrała się na byłej pracodawczyni. Felicia natrafiła na trop przeszłości rodziny Young, gdy rozpoznała Mary Alice na zdjęciu jako pielęgniarkę z Utah o imieniu Angela. Lynette pokazała Susan biżuterię Marthy Huber jaką jej chłopcy znaleźli w garażu Mike’a, przez co ta pomyślała, że on mógł zabić Marthę. |                                |                   |                                                                    |                      |                      |
| 15 | Impossible                     | Larry Shaw        | Marc Cherry & Tom Spezialy                                         | 20 lutego 2005       | 8 grudnia 2005       |
| Policja aresztowała Mike’a za zamordowanie Marthy Huber. Susan zapewniła mu alibi, wyjawiając, że była z nim w noc morderstwa. Zerwała z nim po tym jak odkryła jego kryminalną przeszłość na komisariacie policji. Współlokator Johna – Justin – zaszantażował Gabrielle, by się nim przespała i został jej nowym ogrodnikiem. Tom otrzymał awans na wiceprezesa swej firmy, ale Lynette zniechęciła małżonkę jego szefa do tego pomysłu, obawiając się, że ominie go dorastanie jego dzieci. Bree odkryła opakowanie prezerwatywy w praniu i plany Danielle, by stracić dziewictwo z Johnem. Odwiedziła chłopaka i namówiła go do zerwania z jej córką. Zach wydał przyjęcie przy basenie dla okolicznych nastolatków, ale Julie dostrzegła, że chłopak ma sadystyczną mentalność i zerwała z nim. Susan widziała jak Justin i Andrew całują się w basenie, przez co Andrew twierdził, że nie jest gejem. |                                |                   |                                                                    |                      |                      |
| 16 | The Ladies Who Lunch           | Arlene Sanford    | Alexandra Cunningham                                               | 27 marca 2005        | 15 grudnia 2005      |
| Maisy Gibbons została aresztowana za swój nielegalny interes. Bree usiłowała ją przekupić, by wymazała imię Rexa ze swojego notesu, zanim zostanie on opublikowany. Solisowie stanęli wobec problemu braku bieżącej wody, gdy nie było ich stać na naprawę domowej kanalizacji. Lynette starała się bronić bliźniaki przed posądzaniem ich o rozpoczęcie epidemii wszy w Barcliff Academy. Dowiedziała się, że pacjentem zero był inny uczeń i wymusiła na jego matce, by zaprzestała rozpowiadania plotek. Susan była nadal smutna po zerwaniu z Mikiem i zbliżyła się towarzysko do Edie. Ta zasugerowała jej, by włamały się do domu Young, by poszukać dowodów na jego zaangażowanie w śmierć Marthy. Susan widziała kasetę z napisem „Angela” i jej fragment z twarzą Mary Alice, zanim Paul wrócił do domu. |                                |                   |                                                                    |                      |                      |
| 17 | There Won’t Be Trumpets        | Jeff Melman       | John Pardee & Joey Murphy                                          | 3 kwietnia 2005      | 22 grudnia 2005      |
| Mama Solis obudziła się z 5-miesięcznej śpiączki, ale zmarła po upadku ze schodów. Tuż przed tym jak zdołała wyznać pielęgniarce z włączonymi słuchawkami od muzyki, że jej synowa ma romans. Mieszkańcy uliczki udali się na jej pogrzeb, gdzie Carlos i Gabrielle pokłócili się o zakup krypty do Juanity. Gabrielle później odkryła, że szpital czuł się winny śmierci. Dlatego zaproponował jej ugodę na siedmiocyfrową kwotę, którą przyjęła. Lynette zaprzyjaźniła się z głuchoniemą matką – Alisą (Marlee Matlin) – której córka uczęszczała do tej samej klasy co bliźniaki Scavo. Wpadła jednak w szał, gdy mąż Alisy wykorzystywał przypadłość żony do obrażania jej za jej plecami. Po serii wybryków Andrew, Bree i Rex umieścili go w Obozie Hennessy, miejscu resocjalizacji młodzieży. Susan odkryła, że nowy konstruktor domu Edie jest nią zainteresowany, ale Edie zabroniła mu się z nią spotykać. Mike chciał wyjaśnić Susan swoją przeszłość w formie listu, ale ona wahała się go przeczytać. Ostatecznie, oddała nieotwarty list nadawcy. |                                |                   |                                                                    |                      |                      |
| 18 | Children Will Listen           | Larry Shaw        | Kevin Murphy                                                       | 10 kwietnia 2005     | 29 grudnia 2005      |
| Ekscentryczna matka Susan – Sophie Bremmer – złożyła wizytę swej córce po tym jak sama zerwała ze swoim chłopakiem – Mortym. Policja przepytywała Paula, w sprawie skrzyni ze szczątkami kobiety. Ten okłamał policję a Zach potwierdził słowa ojca. Carlos odkrył istnienie ugody szpitalnej. Zmusił fizycznie swoją żonę, by podpisała umowę postmałżeńską jako zabezpieczenie, gdy on pójdzie do więzienia. W rezultacie tego, Gabrielle przespała się z Johnem. Przyjaźń Bree i Lynette została poddana próbie, gdy Bree dała klapsy Porterowi podczas opieki nad jej dziećmi. Rex i Bree odwiedzili syna w Obozie Hennessy, gdzie wyjawił im, że może być homoseksualistą. Felicia opowiedziała Zachowi szczegóły jego przeszłości, przez co chłopak odkrył, że „Dana” była jego imieniem nadanym po porodzie. |                                |                   |                                                                    |                      |                      |
| 19 | Live Alone And Like It         | Arlene Sanford    | Jenna Bans                                                         | 17 kwietnia 2005     | 29 grudnia 2005      |
| Lynette zaprzyjaźniła się ze swoją okropną sąsiadką Karen po tym, jak uratowała ją przed zasłabnięciem. Zaczęła tego żałować, gdy staruszka nie przestawała jej odwiedzać. Bree stara się poradzić sobie z seksualną orientacją syna po tym jak wrócił z obozu. Na życzenie matki, udał się na konsultacje do lokalnego pastora – Sykesa – któremu zdradził, że planuje zniszczyć emocjonalnie Bree. Noah Taylor przekazał Mike’owi, że szczątki w skrzyni na zabawki należały do Deirdre. Gabrielle wznowiła swój romans z Johnem po tym, jak jej finanse zostały odcięte przez Carlosa. Sophie zorganizowała dla Susan randkę, by otrząsnęła się po Mike’u, który został pobity przez skorumpowanego policjanta. Carlos podarł umowę postmałżeńską, przez co odzyskał szacunek żony. |                                |                   |                                                                    |                      |                      |
| 20 | Fear No More                   | Jeff Melman       | Adam Barr                                                          | 1 maja 2005          | 5 stycznia 2006      |
| Carlos od jakiegoś czasu podmieniał pigułki antykoncepcyjne żony na witaminy. Natomiast Gabrielle przygotowała mężowi przyjęcie pożegnalne, ponieważ miał udać się na 8 miesięcy do więzienia. Wpadła w furię, gdy odkryła podstęp męża i fakt, że jest w ciąży. Farmaceuta George powrócił i chciał ukraść Bree Rexowi. Matka Andrew i Danielle nie była świadoma tego ukrytego motywu. Lynette była zazdrosna o to, że była dziewczyna męża – Annabel Foster – teraz z nim pracuje i udała się do Edie po radę. Zach zaczął prześladować Julie, by odbudować ich związek. Edie obwiniła Susan, gdy Paul pytał ją o włamanie do jego domu. Później Paul opowiedział Susan kłamliwą przeszłość Mary Alice, w którą ta nie uwierzyła. W kuchni Susan wybuchł pożar, a kobieta obwiniła męża Mary Alice o podpalenie. Mike po tym, jak odkrył co było w skrzyni z zabawkami i jej poprzednią przynależność, ostrzegł Susan, by nie zbliżała się do Paula. Susan, nieświadoma tego, że Shaw pracował już dla Paula, wynajęła tego detektywa, by zbadał rodzinę Young. |                                |                   |                                                                    |                      |                      |
| 21 | Sunday In The Park With George | Larry Shaw        | Katie Ford                                                         | 8 maja 2005          | 12 stycznia 2006     |
| Edie przez przypadek zauważyła, że Bree jadła kolację z George’em tak jak to robią zakochani. Po rozmowie z nią, wywołała u Bree poczucie winy, że jest bliżej niego niż męża. Rex zaczął podupadać na zdrowiu po tym, jak George majstrował z jego lekami. Lynette starała się uzdrowić swoje życie seksualne z Tomem, ponieważ obawiała się, że stracił nią zainteresowanie z powodu swej pracy. Shaw potwierdził Susan kłamstwa Paula i naprowadził ją na Noah Taylora. Ten powiedział jej, że Mike zabił policjanta, ale Kendra wyjaśniła jej, że było to w obronie własnej. W tej sytuacji, pogodziła się z Mikiem. Carlos skłamał Gabrielle, że to jego matka podmieniła tabletki antykoncepcyjne. Gabrielle powiedziała też Johnowi o ciąży, przez co wpadł w panikę, że może być ojcem. Morty oświadczył się Sophie i poprosił ją o wprowadzenie się do niego, co zdjęło z barek Susan konieczność opieki nad matką. Felicia wywiodła Paula poza miasto i przeniosła Zacha do siebie. Pokazała kopie dziennika Marthy i zażądała od sąsiada, by odszedł od syna. |                                |                   |                                                                    |                      |                      |
| 22 | Goodbye For Now                | David Grossman    | Josh Senter                                                        | 15 maja 2005         | 19 stycznia 2006     |
| Edie była zirytowana gdy Susan i Mike zdecydowali się zamieszkać razem i postanowiła interweniować przez jej przyjaciółki. Lynette starała się, by Annabel nie mieszała się między ich, przez co Tom stracił pracę. George okłamał Bree, że sąsiedzi wiedzą o ich życiu seksualnym. Gdy ta wszczęła małżonkowi awanturę o to, Rex dostał drugiego ataku serca. Gabrielle odkryła, że to Carlos podmieniał jej tabletki i zdecydowała się od niego odejść. Pojechała do Justina a Carlos ją wyśledził. Gdy Gabrielle wyszła, Carlos pobił Justina. Nie wiedział, że chłopak jest gejem, przez co groźba jego odsiadki urosła do 8 lat. Felicia wręczyła Mike’owi dziennik Marthy z detalami życia Mary Alice oraz Deirdre. Ten wytropił później Paula. Susan odkryła dziennik Marthy w aucie Mike’a i chciała go wyśledzić. W środku nocy, do domu niedawno opuszczonego przez inną rodzinę, wprowadziła się Betty Applewhite z synem Matthew. |                                |                   |                                                                    |                      |                      |
| 23 | One Wonderful Day              | Larry Shaw        | John Pardee, Joey Murphy, Marc Cherry, Tom Spezialy & Kevin Murphy | 22 maja 2005         | 26 stycznia 2006     |
| Rok po śmierci Mary Alice, seria retrospekcji wyjawiła jak ona – Angela Forrest – poznała narkomankę Deirdre i kupiła jej dziecko z powodu swej bezpłodności. Opuściła Utah i jej rodzina zmieniła dane, ale trzy lata później zdrowa Deirdre ich znalazła. Tej samej nocy zginęła z ręki Mary Alice za próbę zabrania biologicznego syna, który słyszał swe poprzednie imię, „Dana”. Chłopczyka utulono do snu a małżeństwo Forrest poćwiartowało zwłoki, włożyło do skrzyni z misiami, a następnie zakopało pod dnem basenu. Susan, Lynette i Gabrielle przyjechały do szpitala, do Bree, by ją pocieszyć podczas czuwania przy Rexie. Tom dowiedział się przez kogo został zwolniony. Odreagował stres w salonie gier i po przyjeździe do domu, oświadczył Lynette, że przyszedł czas na zamianę ról. W sądzie przesłuchiwano Gabrielle o pobicie Justina i poprzedniego mężczyzny, także geja, przez Carlosa. John wyjawił mu, że to on miał romans z jego żoną. Edie przywitała Applewhite’ów na Wisteria Lane, którzy wydali się jej oschli i nieprzystępni. Rex zaczął myśleć, że przyczyną jego stanu jest podtruwanie przez Bree. Napisał jej karteczkę, że rozumie i przebacza, po czym zmarł od trzeciego ataku serca. Zach pobił Felicię i tak dowiedział się prawdy o tym gdzie przebywał Paul. Chciał zabić Mike’a, ale przez przypadek wziął też Susan jako zakładniczkę. Mike tymczasem zawiózł Paula do kopalni wapnia i tam przesłuchał w sprawie Deirdre. Po wszystkim, zostawił go i wrócił do domu. |                                |                   |                                                                    |                      |                      |

### Seria 2
| 1 | Next                               | Larry Shaw            | Jenna Bans & Kevin Murphy                                    | 25 września 2005     | 2 marca 2006     |
| Zach uciekł z domu Mike’a po tym jak Susan go obezwładniła. Edie odbudowała swój dom. Mike zwierzył się Susan, że Zach jest jego biologicznym synem z Deirdre, dlatego Susan zerwała z hydraulikiem. W czasie żałoby po śmierci Rexa, Bree musiała wytrzymać obecność jego owdowiałej i apodyktycznej matki – Phyllis. Podczas pobytu w więzieniu, Carlos nie chciał wybaczyć Gabrielle jej zdrady, pomimo że twierdziła, iż on jest ojcem dziecka. Lynette uzyskała pracę w agencji reklamowej „Parcher & Murphy Advertisement”. Niemal natychmiast przekonała się, że trudno będzie jej powiązać macierzyństwo z karierą. Betty i Matthew Applewhite robili co mogli, by dobrze wypaść przed sąsiadami, lecz w sekrecie, w piwnicy trzymali więźnia. |                                    |                       |                                                              |                      |                  |
| 2 | You Could Drive A Person Crazy     | David Grossman        | Chris Black & Alexandra Cunningham                           | 2 października 2005  | 2 marca 2006     |
| Susan była zniesmaczona, gdyż Karl wprowadził się do Edie. Sama z Mikiem kontynuowali swój związek na formalnej stopie. Phyllis widziała jak Bree przytuliła się i wypłakała w koszulę George’a. Zadzwoniła do towarzystwa ubezpieczeniowego i wspomniała im o tym, że Bree mogła zabić Rexa. Gabrielle miała dość proszenia się Carlosa o pieniądze i zażądała wspólnej kontroli nad finansami. Lynette wpuściła do swojego domu szczura, by zmusić Toma do sprzątania, podczas gdy ona będzie w pracy. Betty użyła środków nasennych do jedzenia przynoszonego więźniowi i jednocześnie jej synowi – Calebowi – by siedział cicho. |                                    |                       |                                                              |                      |                  |
| 3 | You’ll Never Get Away From Me      | Arlene Sanford        | Tom Spezialy & Ellie Herman                                  | 9 października 2005  | 9 marca 2006     |
| Bree pozbyła się teściowej po tym, jak ta „zapomniała” jej powiedzieć o ekshumacji Rexa. Dlatego zdecydowała się poddać testowi wykrywacza kłamstw, by oczyścić się z zarzutu morderstwa męża. Nakłania też do tego George’a, podejrzanego o współpracę z nią i oboje przeszli go pozytywnie. Susan była zazdrosna, gdy Edie i Julie udały się na rodzinny konkurs talentów w kościele. Lynette nie była w stanie być obecna jednocześnie w pracy i na pierwszym dniu szkoły u Parkera. Dlatego też połączyła się z nim przez kamerę internetową. Gabrielle wreszcie odpuściła sobie chęć bycia z Johnem, gdy odkryła, że sypia z inną i to starszą kobietą. Z całego serca i po raz pierwszy przeprosiła Carlosa za romans. Betty udało się obezwładnić Caleba po tym jak wyrwał się z celi, podczas gdy Matthew uważał, że musi być milsza dla sąsiedztwa. Felicia spakowała się i wyjechała do Utah na dłuższą rekonwalescencję, by wyleczyć siniaki po pobiciu przez Zacha. |                                    |                       |                                                              |                      |                  |
| 4 | My Heart Belongs To Daddy          | Robert Duncan McNeill | John Pardee & Joey Murphy                                    | 16 października 2005 | 9 marca 2006     |
| Susan nawiązała ponownie więź z Mikiem i zgodziła się odszukać Zacha. Znalazła chłopaka, ale gdy ponownie zaczął pytać o Julie, wysłała go do Utah, by tam szukał swego adopcyjnego ojca. Gabrielle zatrudniła przystojnego i skutecznego adwokata – Davida Bradley – by wyciągnął Carlosa z więzienia. Andrew zaczął zachowywać się agresywnie, gdy Bree próbowała wprowadzić George’a do ich życia, co zmusiło Bree do ponownego wysłania syna na obóz. Lynette zauważyła, że Parker stworzył sobie wyimaginowaną nianię jako substytut matki, wskutek jej długiej pracy. |                                    |                       |                                                              |                      |                  |
| 5 | They Asked Me Why I Believe In You | David Grossman        | Alan Cross                                                   | 23 października 2005 | 16 marca 2006    |
| Susan dowiedziała się, że jej długoletni przyjaciel – Lonny Moon – zdefraudował jej pieniądze. Chcąc zmiękczyć swą sfrustrowaną wiceszefową – Ninę Fletcher – Lynette zabrała ją do baru. To spowodowało, że Nina chciała wychodzić na miasto każdego wieczoru. Carlos zgodził się zatrudnić Bradleya po tym jak adwokat zagroził mu, że w innym razie uwiedzie mu żonę. Bree była zszokowana, gdy powiedziano jej o podejrzeniach Rexa o podtruwaniu przez matkę jego dzieci. W akcie furii, pochowała Rexa w zupełnie innym grobie i rzuciła w kierunku trumny obrączkę. W Chicago, policja aresztowała podejrzanego o zamordowanie Melanie Foster. Betty napisała anonimowy list do tamtejszej policji, że schwytali nie tego mężczyznę. Matthew, skoro tak chciała zrobić, kazał jej wydać mordercę. Paul Young powrócił na Wisteria Lane. |                                    |                       |                                                              |                      |                  |
| 6 | I Wish I Could Forget You          | Larry Shaw            | Kevin Etten & Josh Senter                                    | 6 listopada 2005     | 16 marca 2006    |
| Paul zaczął odpytywać Susan o miejsce pobytu Zacha. Susan powiedziała mu, że wysłała go Utah. Następnie sam wspomniał o tym Mike’owi, przez co hydraulik poczuł się zdradzony i zerwał z Susan. Bree i George skonsumowali swój związek. Lynette kupiła sobie elegancki kostium po tym jak odkryła, że jest obiektem żartów w biurze. Po tym jak Bradley został postrzelony w sądzie, zaczął myśleć, że zakochał się w Gabrielle, ale ta szybko zdyskredytowała to twierdzenie. |                                    |                       |                                                              |                      |                  |
| 7 | Color And Light                    | David Grossman        | Marc Cherry                                                  | 13 listopada 2005    | 23 marca 2006    |
| Lynette zaaranżowała weekendowe spotkania z dziećmi innej pary, by sama miała czas wolny z Tomem. Wkrótce odkryli, że owo małżeństwo ma tajemnicze hobby, czyli tworzenie domowych sekstaśm. Bree zaakceptowała oświadczyny George’a. Później farmaceuta zaatakował doktora Goldfine’a, który przekonał Bree, by zastanowiła się nad swoją decyzją. Susan i Karl upili się, a następnie poszli do łóżka po tym jak ojciec Julie zerwał z Edie. Nazajutrz Edie oświadczyła Susan, że Karl do niej wrócił oraz oddała jej powód zerwania, czyli ich wspólne zdjęcie z czasów małżeństwa. Betty i Matthew odkryli, że Caleb uciekł ze swojej celi. Po tym jak Gabrielle przyjęła do siebie swoje dawne koleżanki–modelki, znalazła Caleba w swoim domu. Próbowała uciec, ale upadła ze schodów. |                                    |                       |                                                              |                      |                  |
| 8 | The Sun Won’t Set                  | Stephen Cragg         | Jenna Bans                                                   | 20 listopada 2005    | 23 marca 2006    |
| Gabrielle poroniła, ale tłumiła w sobie cierpienie. Carlos, za pomocą innego znajomego, który wyszedł z więzienia, pomógł żonie pozbyć się niszczącego duszę cierpienia. Matka Susan przyznała, że jej ojcem jest lokalny przedsiębiorca, a nie zmarły bohater wojenny. Lynette zaczęła się martwić, że jej dzieci nie zareagują odpowiednio gdy spotkają obcego. Bree zerwała zaręczyny z George’em po tym, jak pokazał swój zaborczy i zazdrosny charakter. Matthew nadal szukał Caleba, ale został oczarowany przez Danielle. Caleb został jednak złapany pewnego późnego wieczora. Gabrielle rozpoznała w nim intruza a Betty dyskretnie dała mu znać, by milczał. |                                    |                       |                                                              |                      |                  |
| 9 | That’s Good, That’s Bad            | Larry Shaw            | Kevin Murphy                                                 | 27 listopada 2005    | 30 marca 2006    |
| Susan zaczęła budować relację ze swoim właściwym ojcem – Addisonem Prudy. Carlos uzyskał zwolnienie warunkowe dzięki siostrze Mary Bernard, która stała się zagrożeniem dla małżeństwa Gabrielle. Lynette otrzymała awans na wiceszefa po tym jak zwolniono Ninę. Policja poinformowała Bree, że George był odpowiedzialny za śmierć jej męża. Farmaceuta chciał odzyskać wdowę po Rexie i połknął za dużo medykamentów, ale ona patrzyła tylko jak umarł. |                                    |                       |                                                              |                      |                  |
| 10 | Coming Home                        | Arlene Sanford        | Chris Black                                                  | 4 grudnia 2005       | 6 kwietnia 2006  |
| Gabrielle udaremniła Carlosowi dobroczynną działalność z siostrą Mary. Andrew powrócił do domu i Bree przyznała się mu, że widziała samobójstwo George’a. Żona Addisona – Carol – widziała razem swego męża i Susan. Sądziła, że ma on romans, co zmusiło Susan do powiedzenia jej prawdy. Lynette podjęła walkę o żłobek w firmie, by mogła widzieć częściej swoje dzieci. Zach wrócił do Paula, do domu na Wisteria Lane. Betty i Matthew udało się przemycić Caleba do domu ze szpitala psychiatrycznego, ale nie uniknęli uwagi prywatnego detektywa. |                                    |                       |                                                              |                      |                  |
| 11 | One More Kiss                      | Wendey Stanzler       | Joey Murphy & John Pardee                                    | 8 stycznia 2006      | 13 kwietnia 2006 |
| Lynette była zdenerwowana, gdy Gabrielle pocałowała Toma na przyjęciu Bree. Latynoska twierdziła, że to był tylko żart. Po tym jak Bree wyraziła swoje niezadowolenie z powodu homoseksualnego wybryku Andrew, ten zagroził jej, że powie policji w jej roli podczas śmierci George’a. Karl, na polecenie Bree, zainterweniował w ich sprawy. Matthew i Betty odkryli, że prywatny detektyw włamał się do ich domu i otworzył celę Caleba, ale sam wpadł w spróchniałe schody, po czym śmiertelnie się postrzelił. Pozbyli się ciała, umieszczając je w jego aucie, ale zatrzasnęli kluczyki wraz ze zwłokami. Susan i Julie pomogli Mike’owi nawiązać więź z Zachem, bez wiedzy Paula. Stary Young dowiedział się o tym i zmierzył się z hydraulikiem w bójce. Susan przejeżdżała obok i widziała wszystko, przez co wjechała w samochód prywatnego detektywa. Bagażnik otworzył się, ciało zostało odkryte a sąsiadki zaczęły podejrzewać Applewhite’ów. |                                    |                       |                                                              |                      |                  |
| 12 | We’re Gonna Be All Right           | David Grossman        | Alexandra Cunningham                                         | 15 stycznia 2006     | 20 kwietnia 2006 |
| Susan zaczęła symulować chorobę, by zbliżyć się do młodego doktora – Rona McCready – i poprosić go o randkę. Powiedziała mu prawdę, ale on nadal był skupiony nad tym, że nie może znaleźć diagnozy, do czasu gdy odkrył jej wędrującą śledzionę. Lynette była zmartwiona tym, że Tom rozmyślał nad drugą żoną i dziećmi jeśli ona, by zmarła. Gabrielle, przez drugiego hydraulika, znalazła w Internecie swoje nagie zdjęcia zrobione przez jej byłego chłopaka. Bree została aresztowana za prowadzenie auta pod wpływem alkoholu i została zmuszona do powrotu do domu na własnych nogach. Betty zauważyła ją i zaproponowała podwiezienie do domu. Bree zaprzeczyła jakoby była pijana, ale Betty nie uwierzyła jej. W odpowiedzi, wściekła Bree, podkreśliła kilka kontrowersji otaczających rodzinę Betty, przez co matka Matthew zdecydowała się wystawić swój dom na sprzedaż. Felica wróciła do miasta jako pielęgniarka umierającego na nowotwór mózgu Noah Taylora. |                                    |                       |                                                              |                      |                  |
| 13 | There’s Something About A War      | Larry Shaw            | Kevin Etten                                                  | 22 stycznia 2006     | 27 kwietnia 2006 |
| Gabrielle powiedziała swojemu spowiednikowi – księdzu Crowley – o tym, że Carlos i siostra Mary Bernard uprawiali seks. Ta ostatnia została wysłana na Alaskę, ku uciesze byłej modelki. W zamian, ona obiecała Carlosowi dziecko. Susan denerwowała się, że będzie pierwszym pacjentem Rona na którym przeprowadzi splenektomię. Pomimo niechęci Lynette, Tom otrzymał pracę w tej samej firmie co jego żona. Bree dowiedziała się o związku Danielle z Matthew. Później, widziała Caleba w oknie domu Betty i rozpoznała w nim włamywacza do domu Gabrielle. Danielle dowiedziała się części rodzinnego sekretu Applewhite’ów i w zamian powiedziała Matthew o poturbowaniu matki Carlosa przez jej brata. Betty odwiedziła Bree i zaszantażowała ją, że powie wszystkim o sprawcy wypadku „Mamy” Solis, jeśli ta przekaże komukolwiek wiadomości o Calebie. |                                    |                       |                                                              |                      |                  |
| 14 | Silly People                       | Robert Duncan McNeill | Tom Spezialy                                                 | 12 lutego 2006       | 4 maja 2006      |
| Gabrielle i Carlos zatrudnili byłą niewolnicę, która stanęła w obliczu deportacji – Xiao Mei – jako swoją pokojówkę. Ubezpieczenie zdrowotne Susan wygasło. Karl poślubił ją ponownie, by mogła korzystać z jego ubezpieczenia, ale oboje zgodzili się nie wtajemniczać w to Rona i Edie. Bree wkradła się do domu Applewhite, by porozmawiać z Calebem. Później, Betty odwiedziła Bree i wyjawiła jej jak Caleb zabił Melanie. Lynette była skonsternowana gdy widziała jak szef jej firmy – Ed Ferrara – wykorzystywał Toma do niepohamowanej biurowej zabawy. Noah Taylor – dziadek Zacha od strony biologicznej matki – dzięki anonimowi od Felicii, zażądał od Mike’a, by przyprowadził do niego wnuka. |                                    |                       |                                                              |                      |                  |
| 15 | Thank You So Much                  | David Grossman        | Dahvi Waller                                                 | 19 lutego 2006       | 11 maja 2006     |
| Bree opiekowała się dziećmi Lynette, ale zasnęła będąc pijaną. Dzieci znalazły się, ale Lynette dowiedziała się o alkoholowym problemie przyjaciółki. Matka Gabrielle – Lucia Marquez – pojawiła się niespodziewanie na Wisteria Lane. Zaproponowała zięciowi by była ich surogatką skoro Gabrielle nie mogła mieć dzieci. Córka kobiety była za to wciąż wściekła na nią za to, że nie obroniła jej przed ojczymem–pedofilem i dlatego wyrzuciła ją z domu. Edie była wściekła, ponieważ wszystko wskazywało na to, że Karl jej się oświadczy a tego nie zrobił. Mike ostrzegł Youngów, by opuścili miasto zanim Noah ich wytropi. |                                    |                       |                                                              |                      |                  |
| 16 | There Is No Other Way              | Randy Zisk            | Bruce Zimmerman                                              | 12 marca 2006        | 18 maja 2006     |
| Paul został aresztowany i niemal zabity przez zbirów wynajętych przez Noah. Andrew, szukając wolności i dostępu do funduszu powierniczego, oskarżył Bree o uderzenie go pod wpływem alkoholu. Aby nie dopuścić do wygranej syna, udała się na spotkania Anonimowych Alkoholików. Wizyta Gabrielle i Carlosa w klinice adopcyjnej nie poszła po ich myśli. Tom i Lynette walczyli o władzę w ich małżeństwie. Doktor Ron dowiedział się o fikcyjnym małżeństwie Susan, krótko po tym jak wyznała mu, będąc pod wpływem narkozy, że kocha Mike’a. Felicia Tilman wróciła na Wisteria Lane. |                                    |                       |                                                              |                      |                  |
| 17 | Could I Leave You?                 | Pam Thomas            | Scott Sanford Tobis                                          | 26 marca 2006        | 25 maja 2006     |
| Ron McCready zerwał z Susan po tym jak kłamała mu na temat miłości do Mike’a. Carlos i Gabrielle znaleźli atrakcyjną striptizerkę – Libby – w zaawansowanej ciąży, która była skłonna oddać im dziecko. Sama nie powiedziała o swej decyzji biologicznemu ojcu dziecka. Andrew zdradził matce, że w sądzie oskarży ją o seksualne wykorzystywanie. Dlatego Bree upiła się i zasnęła w środku centrum handlowego. Jej kierownik AA – Peter McMillan – przyszedł jej na ratunek. Lynette wdała się w problematyczną kwestię, z powodu karmienia piersią swego 5-letniego syna. Caleb zainteresował się Danielle. |                                    |                       |                                                              |                      |                  |
| 18 | Everybody Says Don’t               | Tom Cherones          | Jenna Bans, Alexandra Cunningham & Jim Lincoln               | 2 kwietnia 2006      | 1 czerwca 2006   |
| Bree zainteresowała się Peterem, który sam zmagał się z leczeniem seksoholizmu. Lynette została zmuszona do złożenia zeznań w sprawie Andrew. Doszła do wniosku, że Andrew kłamał i złożyła zeznania korzystne dla Bree. Ron powiedział Edie o fałszywym małżeństwie Karla z Susan, przez co ta ich ukarała. Podczas przyjęcia zaręczynowego Edie i Karla, Felicia publicznie oskarżyła Paula o zamordowanie jej siostry. Libby urodziła córkę, lecz gdy stryj dziecka wyraził chęć jej zatrzymania, Solisowie uciekli z noworodkiem ze szpitala do domu. |                                    |                       |                                                              |                      |                  |
| 19 | Don’t Look At Me                   | David Grossman        | Josh Senter                                                  | 16 kwietnia 2006     | 8 czerwca 2006   |
| Do Bree przyjechali jej ojciec z macochą – Henry i Eleanor Mason – by pogodzić Bree z Andrew poza salą sądową. Zaproponowali, by Andrew wyjechał z nimi na Rhode Island, ale gdy odkryli, że jest gejem, wycofali się z tego pomysłu oraz anulowali mu fundusz powierniczy. Gabrielle dostosowała się do bycia matką po tym, jak ona z Carlosem dostąpili tymczasowej opieki nad ich nowo narodzoną córką, Lily. Parker zaczął pytać Lynette o seks. Susan przespała się z Karlem, sądząc, że on zerwał z Edie. Dowiedziała się o jego kłamstwie i wpadła w furię z powodu stania się jego kochanką. Felicia kontynuowała prowokowanie Paula. |                                    |                       |                                                              |                      |                  |
| 20 | It Wasn’t Meant To Happen          | Larry Shaw            | Marc Cherry & Tom Spezialy                                   | 30 kwietnia 2006     | 29 czerwca 2006  |
| Carlos i Gabrielle pozyskali pełne prawa rodzicielskie wobec Lily, lecz jej biologiczna matka zmieniła zdanie i odebrała im ją. Bree zaoferowała Peterowi, by prowadziła jego terapię z leczenia seksoholizmu, mając nadzieję na zbudowanie związku. Ed zmusił Lynette, by wysyłała sprośne maile do jego żony w celu ocalenia ich życia seksualnego. Małżonka Ferrary dowiedziała się o tym i zażądała zwolnienia osoby odpowiedzialnej za to. Ed obwinił Toma, ponieważ Lynette była zbyt cenna, by ją stracić. Karl zostawił Edie a ta domyśliła się, że to przez inną kobietę. Wynajęła prywatnego detektywa, by zdobył dane tej drugiej kobiety. Betty, bez wiedzy Matthew, sprzedała swój dom. On i Danielle odegrali scenę, która sugerowała, że Caleb chciał zgwałcić Danielle. Bree zażądała od Betty, by zrobiła coś z Calebem. |                                    |                       |                                                              |                      |                  |
| 21 | I Know Things Now                  | Wendey Stanzler       | Kevin Etten & Bruce Zimmerman                                | 7 maja 2006          | 29 czerwca 2006  |
| Carlos i Gabriele poprosili Xiao Mei, by była ich surogatką, przez co sama uniknęłaby deportacji. Ed Ferrara zatrudnił biegłego rewidenta, by sprawdził rachunki. Odkrył on nieprawidłowości w finansach Toma, które sugerowały, że ma romans w Atlantic City. Betty usłyszała od Caleba, że Matthew wmanewrował brata w paskudną sytuację z Danielle, zanim sama go otruła. Za karę zamknęła Matthew w starej celi jego brata. Edie przeczytała list od Susan, który ta bezskutecznie próbowała wcześniej ukryć, że jest kochanką Karla przez co Edie podpaliła dom Susan. Andrew, spragniony zemsty, przespał się z Peterem i zwabił matkę do domu. Następnego dnia Bree wywiozła syna z miasta i zostawiła go samego na poboczu z ograniczonym zapasem pieniędzy. |                                    |                       |                                                              |                      |                  |
| 22 | No One Is Alone                    | David Grossman        | Kevin Murphy & Chris Black                                   | 14 maja 2006         | 6 lipca 2006     |
| Susan starała się nagrać przyznanie się Edie do winy w podpalenie domu. Była narzeczona Karla domyśliła się podstępu podczas jej wizyty i zaczęła ścigać Susan, ale pożądlił ją rój pszczół. Panie Mayer zamieszkały z Bree, a po rozmowie z Edie w szpitalu, Susan odrzuciła ofertę mieszkaniową Mike’a i postanowiła się usamodzielnić. Danielle uratowała Matthew i razem uciekli z domu. Bree zgłosiła się dobrowolnie na obserwację do szpitala psychiatrycznego. Lynette podążyła za Tomem do Atlantic City i tam zobaczyła go z inną kobietą. Gdy wrócił do domu, zastał puste mieszkanie. Ciąża Xiao Mei przyjęła się, ale Gabrielle zaczęła podejrzewać, że Carlos przedkłada potrzeby ich pokojówki nad jej. W akcie finalnej zemsty, Felicia obwiniła Paula w swoje morderstwo. Zostawiła swoje dwa palce w jego aucie i wyjechała w góry. |                                    |                       |                                                              |                      |                  |
| 23 | Remember Part I                    | Larry Shaw            | Marc Cherry, Jenna Bans, Alexandra Cunningham & Tom Spezialy | 21 maja 2006         | 6 lipca 2006     |
| Melanie Foster była dziewczyną Matthew, z którą to on wielokrotnie zrywał i do niej wracał. Gdy chciał ostatecznie się od niej uwolnić, Melanie zaproponowała seks pożegnalny w drewutni. Caleb podsłuchał gdzie się spotkają i przybył na miejsce pierwszy, Wręczył jej kwiaty, ale ta go odrzuciła i pobiła kijem. On uderzył ją tak, że straciła przytomność, po czym uciekł. Jej krew wytarł o koszulę, którą widziała Betty. Po ocuceniu przez Matthew, Melanie zaszantażowała swego chłopaka, że zgłosi brata na policję. Mężczyzna zabił dziewczynę i przykrył jej ciało swoją bluzą. Lynette zatrzymała się w motelu z dziećmi. Nie chciała wracać do domu, ale Porter złamał rękę skacząc z balkonu. Na miejscu Tom powiedział Lynette, że nie ma romansu, tylko 11−letnią córkę Kaylę i musiał zrobić test na ojcostwo. Gabrielle podejrzewała, że Carlos i Xiao Mei mają romans. Betty zrozumiała, na podstawie zdjęcia kurtki z miejsca zbrodni, że to Matthew zabił Melanie Foster. Bree poznała w szpitalu czarującego stomatologa, Orsona Hodge. Dowiedziała się też o morderstwie dokonanym przez Matthew. Susan i Julie zamieszkały w przyczepie kempingowej przed swoim spalonym domem. Mike zdecydował się oświadczyć Susan, co sabotował Karl. Zach zabił dziadka, by odziedziczyć jego fortunę. Seria retrospekcji pokazała jak oraz kiedy Susan, Bree, Lynette i Gabrielle wprowadziły się na Wisteria Lane. |                                    |                       |                                                              |                      |                  |
| 24 | Remember Part II                   | Larry Shaw            | Marc Cherry, Jenna Bans, Alexandra Cunningham & Tom Spezialy | 21 maja 2006         | 13 lipca 2006    |
| Bree zdołała uciec ze szpitala psychiatrycznego, zdumiewając Orsona. Dotarła do domu, gdzie zmierzyła się z Matthew. Ten chciał strzelić jej w czoło, ale snajper z policji, na którą zadzwoniła Betty, zdążył go zabić. Betty i Caleb wyprowadzili się, by zacząć nowe życie. Gabrielle porozstawiała w strategicznych miejscach swego domu elektroniczne nianie. Dzięki temu przyłapała męża i służącą na gorącym uczynku. Wyrzuciła Carlosa z domu, ale zachowała ciężarną Xiao Mei przy swoim boku. Kobieta którą widziała Lynette – Nora Huntington – przyjechała na Wisteria Lane. Lynette od samego początku kłóciła się z nią. Chciała się jej pozbyć, przez wręczenie 30 000 dolarów odszkodowania za rezygnację z zaległych alimentów. Nora, za te pieniądze, kupiła dom w Fairview, do którego zdecydowała się przenieść z córką. Susan odrzuciła podarunek od Karla, czyli nowy dom. Formalnie się z nim rozwiodła i odnowiła swój związek z Mikiem. Zaplanowali kolację na której Mike miał się oświadczyć, ale został potrącony przez Orsona Hodge i pozostawiony sam sobie. Stomatolog pojawił się nazajutrz z różami pod domem Bree. Zach zerwał kontakt z Paulem, który domagał się od niego pieniędzy na adwokata. |                                    |                       |                                                              |                      |                  |

### Seria 3
| 1 | Listen To The Rain On The Roof    | Larry Shaw      | Marc Cherry & Jeff Greenstein             | 24 września 2006     | 23 września 2007     |
| Retrospekcja pokazała Almę Hodge – zaginioną żonę Orsona – gdy chciała odejść od męża. Minęło pół roku od wyjazdu Applewhite’ów z Wisteria Lane. Mike przebywał w szpitalu w śpiączce. Susan odbudowała swój dom i opiekowała się swym ukochanym. Zaprzyjaźniła się też z Ianem Hainsworthem, którego żona – Jane – też leżała w śpiączce. Ian poprosił ją o spotkanie w innym miejscu niż szpital. Susan czuła, że mogłaby zranić Mike’a, gdyby się zgodziła. Bree stała się dziewczyną Orsona a wkrótce, także jego narzeczoną. Lynette była rozdarta między trzymaniem Nory z daleka od swej rodziny a spojeniem z nią Kayli – swej pasierbicy. Gabrielle wszczęła sprawę rozwodową z Carlosem. Zagroziła też Xiao Mei, że odeśle ją do Chin tuż po porodzie, przez co ta na krótko uciekła z domu. Edie bezskutecznie próbowała sprzedać były dom Youngów, w którym później ukryła się Xiao Mei. Na przyjęciu zaręczynowym Bree, pojawiła się Carolyn Bigsby. Była sąsiadką Almy i Orsona na innej ulicy. Oskarżyła stomatologa o zamordowanie swojej żony. Pewne zwłoki zostały pokazane na placu budowy nowego budynku miejscowego klubu. |                                   |                 |                                           |                      |                      |
| 2 | It Takes Two                      | David Grossman  | Kevin Murphy & Jenna Bans                 | 1 października 2006  | 23 września 2007     |
| Policja odkryła niezidentyfikowane ciało kobiety w glinie, pozbawione zębów, co uniemożliwiło identyfikację dentystyczną ofiary. Bree poślubiła Orsona pomimo wspólnego oporu jej przyjaciółek, zwłaszcza Susan, która skontaktowała się z Carolyn w jej pracy. Randka z Ianem stała się niezręczna, gdy zjawili się na niej teściowie mężczyzny i uwierzyli Susan, że jest neurochirurgiem. Tom i Lynette starali się zeswatać Norę z jednym z kawalerów na weselu. Posłużyli się Carlosem, co zdenerwowało Gabrielle. Solisowie podążyli razem z Xiao Mei do szpitala po tym jak jej wody odeszły, ale byli w szoku, gdy przywitali nie to dziecko na świecie. Edie pozwoliła zamieszkać ze sobą swojemu siostrzeńcowi – Austinowi McCann – o tym jak nakryła go jak włamywał się do jej domu. Później Julie i Austin wpadli sobie w oko. Pod koniec wesela Bree i Orsona, policja wezwała nowożeńców oraz Carolyn Bigsby, by zidentyfikowali znalezione ciało. Oboje zaprzeczyli jakoby była to Alma, ale Orson ukrył fakt, że znał zamordowaną, która miała na imię Monique. |                                   |                 |                                           |                      |                      |
| 3 | A Weekend In The Country          | Wendey Stanzler | Bob Daily                                 | 8 października 2006  | 30 września 2007     |
| Ku niezadowoleniu Orsona, Bree anulowała swoją podróż poślubną po tym jak zobaczyła, że dziennikarka zrobiła reportaż o bezdomnym Andrew. Orson przekonał pasierba, by nie krzywdził już matki i Andrew wrócił do domu. Lynette zaplanowała relaks w SPA wraz z Gabrielle, ale jej wakacje zostały przerwane z powodu Toma. Musiała jechać osiem godzin wraz z Norą na miejsce jego pobytu, by pomóc mu z dziećmi. Obie zawzięcie się pokłóciły, ale w drodze powrotnej, Lynette obiecała pomóc Tomowi w szukaniu jego wymarzonej pracy. Gabrielle została w SPA i spotkała tam Johna Rowlanda. Poszła z nim do łóżka, ale wkrótce odkryła, że role się odwróciły i sama musiała się ukryć przed jego narzeczoną. Susan i Ian wyjechali do domku w górach, gdzie posprzeczali się o swą seksualną przeszłość, ale ostatecznie przespali się ze sobą. Edie ostrzegła Julie, żeby trzymała się z daleka od Austina po tym jak córka Karla poprosiła chłopaka o naprawę bezpieczników. Edie odwiedziła Mike’a w szpitalu, by zabrać swój odtwarzacz CD i widziała jak Mike się obudził. |                                   |                 |                                           |                      |                      |
| 4 | Like It Was                       | Larry Shaw      | John Pardee & Joey Murphy                 | 15 października 2006 | 30 września 2007     |
| Gabrielle starała się powstrzymać Carlosa przed wprowadzeniem się ponownie do jej domu z powodu wysokości jego alimentów, ponieważ nadal byli w trakcie rozwodu. Zakończyło się to jej aresztowaniem przez policję. Lynette przekupiła rzucającego i samego trenera grupy baseballa, by uniemożliwić Parkerowi rzucenie tej dyscypliny. Bree starała się ukryć fakt, że Andrew żył na ulicy i mówiła każdemu, że był na obozie teatralnym. Orson dowiedział się, że syn żony prostytuował się, by przeżyć. Bree usłyszała od żony klienta Andrew, że Danielle sypia z nauczycielem historii – Robertem Faladi. Wieść o przebudzeniu Mike’a spłynęła po całej Wisteria Lane oprócz Susan, która nadal przebywała w górach z Ianem, odcięta od telefonii komórkowej. Edie postarała się rozdzielić kłamstwem Mike’a z Susan, gdy dowiedziała się, że nie pamiętał ostatnich dwóch lat. Tak skutecznie, że gdy Susan odwiedziła hydraulika, ten był jej niechętny. |                                   |                 |                                           |                      |                      |
| 5 | Nice She Ain’t                    | David Warren    | Alexandra Cunningham & Susan Nirah Jaffee | 22 października 2006 | 7 października 2007  |
| Susan porwała Mike’a ze szpitala, gdyż Edie nadal okłamywała mężczyznę, ale on nadal jej nie ufał. Danielle sfingowała próbę samobójczą za pomocą łyżeczki po tym jak Bree sabotowała jej związek z Faladim. Gabrielle starała się rozjuszyć Carlosa udając seks ze swoją nową randką. Tom zaszokował Lynette swoimi planami otworzenia pizzerii. Nora planowała skłócić małżeństwo Scavo. Austin wciągnął Julie do zrobienia jego zadania domowego z literatury angielskiej, podczas gdy sam zabawiał się z jej koleżanką – Sarah. Detektyw Ridely znalazł numer telefonu na przedramieniu zmarłej kobiety i zaprowadził on go do usług hydraulicznych Mike’a Delfino. |                                   |                 |                                           |                      |                      |
| 6 | Sweetheart, I Have To Confess     | David Grossman  | Dahvi Waller & Josh Senter                | 29 października 2006 | 7 października 2007  |
| Susan wróciła do Iana po tym jak widziała, że Edie i Mike uprawiali seks. Nora pocałowała Toma i namawiała go, by odszedł od żony, gdyż nie wspiera jego marzeń. Jej plan zawiódł, gdy Tom powiedział o tym Lynette i ta wydała jej ultimatum. Gabrielle wyrzuciła Carlosa przez okno po tym jak dowiedziała się, że sfałszował ofertę złotonośnej pracy a ona się z nim przespała dla pieniędzy. Bree zaaranżowała wspólną kolację z małżeństwem Bisgsby. Na niej dowiedziała się, że Orson stosował przemoc wobec Almy a stomatolog o tym, że Harvey – mąż Carolyn – miał romans z Monique. Dentysta poinformował o tym policję. Detektyw Ridley przepytywał Mike’a czy znał zamordowaną kobietę, ale on im zaprzeczył, ze względu na amnezję. Później przypomniał sobie, że ją widział gdy jeszcze żyła. |                                   |                 |                                           |                      |                      |
| 7 | Bang!                             | Larry Shaw      | Joe Keenan                                | 5 listopada 2006     | 14 października 2007 |
| Orson wytłumaczył Bree, że Alma napadła na niego i spadła ze schodów bo ją popchnął po tym, jak pobrudziła mebel winem. Carolyn dowiedziała się od Bree o romansie męża. Napadła na supermarket w którym wzięła za cel Harveya, a przy okazji, także Edie, Julie, Lynette, Norę, Austina i nowego sąsiada na Wisteria Lane – Arthura Sheperda. Carolyn zastrzeliła Norę i zraniła Lynette. Arthur ogłuszył ją puszką farby, Austin powalił na podłogę a broń, która wyleciała Carolyn z dłoni, uśmierciła panią Bigsby. W tym czasie Susan nalegała, by zamieniła się miejscami z Julie. Carlos nagrał seks z Gabrielle, dlatego ona otrzymała, podczas formalnego rozwodu, dom bez wyposażenia. Ten przypadł Solisowi. Oboje zamierzali walczyć o to co zostało na polu bitwy, ale pod wrażeniem czynu Carolyn, pogodzili się, jako przyjaciele. |                                   |                 |                                           |                      |                      |
| 8 | Children And Art                  | Wendey Stanzler | Kevin Etten & Jenna Bans                  | 12 listopada 2006    | 14 października 2007 |
| Detektyw Ridley z wielką chęcią przeszukał dom Mike’a tuż przed jego wypisaniem ze szpitala, ale nie znalazł skrzynki z jego narzędziami. Lynette upiekła ciasto dla Arthura jako podziękowanie za uratowanie jej życia. Odkryła jednak, w piwnicy jego domu, dowody na to, że może być pedofilem. Bree nawiązała kontakt z nową teściową – Glorią Hodge – i pozwoliła jej zamieszkać z nimi, mimo oporu Orsona. Gloria zaszantażowała go wyjawieniem jego sekretu, jeśli chciałby odesłać ją do domu starców. Gabrielle wróciła do panieńskiego nazwiska i podjęła nieudaną próbę powrotu do pracy modelki. Susan próbowała się wspomóc Karlem, by wyznaczyć granice dla Julie i Austina, spotykających się od czasu incydentu w supermarkecie. |                                   |                 |                                           |                      |                      |
| 9 | Beautiful Girls                   | David Grossman  | Dahvi Waller & Susan Nirah Jaffee         | 19 listopada 2006    | 21 października 2007 |
| Gabrielle zaczęła szkolić małe dziewczynki do lokalnego konkursu piękności. Wywołała przy tym kontrowersje gdy do rodziców dotarły jej porady dotyczące problematycznych metod odchudzania. Susan starała się zaprzyjaźnić z kamerdynerem Iana – Rupertem Cavanaugh – po tym jak przyniosła trochę swoich rzeczy do jego domu. Carlos wprowadził się do domu Mike’a. Lynette bezskutecznie chciała donieść policji o Arthurze–pedofilu. Gloria, z pomocą Andrew, ukradła alkohol z zapasów syna i Bree. Synowej powiedziała, że Monique Polier miała podwójny romans z Harveyem Bigsby i Orsonem, gdy ten był z Almą. Bree była w szoku i poczuła się zdradzona, dlatego też nakazała Orsonowi wyprowadzenie się z domu. Detektyw Ridely nakrył Mike’a na próbie ukrycia swojej skrzynki z narzędziami. |                                   |                 |                                           |                      |                      |
| 10 | The Miracle Song                  | Larry Shaw      | Bob Daily                                 | 26 listopada 2006    | 21 października 2007 |
| Bree, na prośbę Susan, zgodziła się przygotować kolację dla rodziców Iana. Odwołała przysługę, gdy obie z Susan pokłóciły się o niewinność Orsona. Edie zerwała z Mikiem, gdy ten był już w areszcie za morderstwo Monique. Susan starała się pomóc Mike’owi i włamała się do biura Orsona, gdzie znalazła istotne dowody na to, że Orson był w szpitalu psychiatrycznym. Orson wyjawił żonie kilka szczegółów ze swojego romansu co zaowocowało przyjęciem go przez Bree i wyrzuceniem Glorii z domu. Gabrielle zniszczyła przyjaźń między dwiema dziewczynkami, by mogła zrealizować randkę z ojcem jednej z nich – Billem. Lynette rozpaliła anty–pedofilski protest przed domem Arthura co spowodowało zawał jego siostry. Arthur powiedział później, że odtąd może swobodnie ulec swym skłonnościom, skoro jego siostra zmarła. Gloria spotkała się późnym wieczorem z Almą. |                                   |                 |                                           |                      |                      |
| 11 | No Fits, No Fights, No Feuds      | Sanaa Hamri     | Alexandra Cunningham & Josh Senter        | 7 stycznia 2007      | 28 października 2007 |
| Alma była posłuszną żoną Orsona, do czasu gdy odkryła dowód na jego koszuli na to, że ma romans. Podczas próby opuszczenia domu, Alma została nakryta przez Orsona, ale ten przyznał się, że ma romans, jest szczęśliwy i nie obchodzi jego co się z nią stało. Dlatego zabrała gotówkę i najpotrzebniejsze rzeczy, pozorując własne zniknięcie. Alma spotkała Bree w jej domu, wyznała jej sekret swojego zniknięcia i następnie kupiła od Edie dom Applewhite’ów na Wisteria Lane. Susan spotkała Mike’a po raz ostatni i powiedziała mu, że Ian nie pozwala na te schadzki. W więzieniu, hydraulik spotkał, ale nie pamiętał Paula Young. Gabrielle otrzymała okazały bukiet od anonimowego wielbiciela podczas randki z Billem i sądziła, że przysłał je Carlos. Kayla przyjechała do domu od dziadków. Lynette starała się naprawić z nią relacje, ale odkryła, że dziewczynka obwiniała ją za śmierć matki. Bree zaprosiła Susan na wspólną kolację z Almą po to, by publicznie wykazać, że jej podejrzenia były nie słuszne. Sprawy przybrały zły obrót, gdyż Susan zadzwoniła do detektywa Ridleya i powiedziała mu o romansie Orsona z Monique. Policjant aresztował Orsona w domu Bree a gospodyni zerwała przyjaźń z Susan. Julie pozwoliła, by Austin zbliżył się „do trzeciej bazy”, podczas gdy potajemnie miał romans z Danielle. |                                   |                 |                                           |                      |                      |
| 12 | Not While I’m Around              | David Grossman  | Kevin Murphy & Kevin Etten                | 14 stycznia 2007     | 28 października 2007 |
| Tom i Lynette zderzyli się przy podejmowaniu decyzji dotyczących pizzerii a Lynette odkryła kilka problemów z jakimi trzeba się zmierzyć w tej sprawie. Po otrzymaniu jeszcze paru prezentów, Gabrielle odkryła, że jej wielbiciel lub prześladowca, to nie kto inny jak Zach Young. Susan zrobiła Edie awanturę po tym jak ta druga zorganizowała Julie pigułki antykoncepcyjne do seksu z Austinem. Krótko potem obie przyłapały siostrzeńca Edie na pieszczotach z Danielle. Paul Young udał, że pomógł Mike’owi gdy zaatakowało go kilku opłaconych więźniów. Bree kazała mężowi, by zmusił Almę do wyprowadzenia się, ale ona zaszantażowała byłego małżonka, że powie nowej pani Hodge o tym co zrobił Monique. Bree krótko potem znalazła pod deskami schowka Almy zdjęcie Orsona z Monique i torebkę z zębami. Julie dowiedziała się o zdradzie Austina od matki. |                                   |                 |                                           |                      |                      |
| 13 | Come Play Wiz Me                  | Larry Shaw      | Valerie Ahern & Christian McLaughlin      | 21 stycznia 2007     | 4 listopada 2007     |
| Susan odwiedziła umierającą Jane Hainsworth w szpitalu, podczas gdy Ian był na wyjeździe biznesowym, by ją pożegnać. Od przyjaciółki żony Iana dowiedziała się o dawnym romansie Jane. Wiedziała teraz, że musi się trzymać z daleka od Mike’a, by chronić swój związek z Ianem. Ed Ferrara nakrył Lynette jak pomagała mężowi w promocji jego restauracji podczas jej zdrowotnego urlopu. Zwolniła się z pracy w agencji reklamowej ponieważ zrozumiała, że chce pracować z Tomem. Gabrielle spędzała czas z Zachiem, by w zamian, w imieniu Susan, zapłacił kaucję za Mike’a. Sama odkryła, że chłopak jest samotny i używa pieniędzy do kupowania przyjaciół. Mike skruszył kopię z Paulem przez co ten powiedział, że chciałby się zobaczyć z Zachem. Adopcyjny syn wpłacił kaucję za Mike’a i przyjechał do adopcyjnego ojca, ale odmówił mu pomocy. Gloria pomogła Almie odurzyć Orsona mieszanką viagry i proszków nasennych, by zyskać wnuka. Bree domyśliła się prawdy i ogłuszyła Almę. |                                   |                 |                                           |                      |                      |
| 14 | I Remember That                   | David Warren    | John Pardee & Joey Murphy                 | 11 lutego 2007       | 4 listopada 2007     |
| Na pogrzebie Jane, Ian oświadczył się Susan w prosektorium, ale ta odłożyła odpowiedź na inny czas. Lynette i Tom stanęli przed trudnym wyborem, po prośbie Edie, czy przyjąć Austina do pracy w pizzerii. Gloria zdradziła Almie, że może się pozbyć Bree, ale zamknęła byłą synową na poddaszu. Orson otworzył się Bree w sprawie okoliczności śmierci Monique. Ona kazał mu iść z tym na policję. Później, Bree spadła z drabiny i uszkodziła prawą nogę a Andrew wmówił matce, że to może być wina Orsona. Zach był zdenerwowany tym, że Gabrielle nie jest nim zainteresowana. Dlatego szantażował własnego pracownika i jednocześnie randkę Latynoski, by ją rzucił. Wspomnienia Mike’a wróciły do niego po tym jak udał się do psychoterapeutki. Wiedział już, że sam nie zabił Monique, ale spotkał Orsona w jej domu, w dniu jej śmierci. Sam spotkał się z dentystą na dachu szpitala i zaczął z nim walczyć, przez co Orson spadł. |                                   |                 |                                           |                      |                      |
| 15 | The Little Things You Do Together | David Grossman  | Marc Cherry & Joe Keenan                  | 18 lutego 2007       | 11 listopada 2007    |
| Gloria była odpowiedzialna za śmierć Monique i usunięcie jej zębów. Orson się temu sprzeciwił i szarpnął ją, przez co wpadła do grobu, który kopał i złamała biodro. Dlatego trafiła do domu opieki. Mike był gościem w domu Moniqie i widział Orsona, ale został opłacony, by wyszedł i dotknął dłonią klucza hydraulicznego. Tego samego jaki został użyty do zabicia panny Polier. Bree i Susan pogodziły się. Lynette wpadła w kłopoty z Tomem, gdy wyszło na jaw, że mają za mało i w dodatku nie tych krzeseł na wielkie otwarcie pizzerii. Ian odkrył przez przypadek w rzeczach Mike’a ze szpitala, że miał on wygrawerowany pierścionek dla Susan w dniu swego wypadku. Dlatego sam oświadczył się Susan w pizzerii. Zach starał się przekonać Gabrielle, że uprawiali seks gdy była pijana, ale ona była sceptyczna. Poprosiła Carlosa, by zastraszył Zacha, ale sam odkrył, że młody Young kłamał. Gloria dowiedziała się o wypadku Orsona, który przeżył bo gałęzie drzewa osłabiły upadek. Andrew wymusił na Danielle, by opiekowała się jeszcze nie w pełni sprawną matką gdy on będzie pracował w pizzerii. Gloria, poprzez Danielle, zdołała uśpić Bree i przejęła rolę jej opiekunki. Danielle pojechała bawić się do firmy Scavo, a Gloria chciała zabić obecną małżonkę jej syna. Starała się upozorować wszystko na samobójstwo. Andrew i Orson zdołali powstrzymać kobietę przed zbrodnią i Gloria dostała permanentnego paraliżu z powodu wylewu. Orson dowiedział się też, że jego matka zabiła wiele lat temu, w ten sam sposób jego ojca. Alma tymczasem zdołała się wydostać ze swego więzienia i gdy próbowała ostrzec Danielle, spadła z dachu ponosząc śmierć na miejscu. |                                   |                 |                                           |                      |                      |
| 16 | My Husband, The Pig               | Larry Shaw      | Brian A. Alexander                        | 4 marca 2007         | 11 listopada 2007    |
| Odcinek został poprowadzony z perspektywy mężczyzn a jego narratorem był Rex Van De Kamp. Bree wyjechała do rodziców i potem z Orsonem miała się wybrać na zaległy miesiąc miodowy. Dentysta pogodził się z Mikiem tak, że ich sekrety pozostały bezpieczne i usłyszał od Danielle, że jest w ciąży z Austinem. Siostrzeniec Edie przeprosił Julie, która była skłonna do zaoferowania mu drugiej szansy. Chłopak został przekonany przez Orsona i Andrew do opuszczenia miasta po tym, jak sam dowiedział się, że będzie ojcem. Ian sprezentował Susan pierścionek, który wymagał zmniejszenia. W sklepie nakryła Mike’a, który chciał sprzedać swój dopasowany pierścionek. Tom starał się urządzić romantyczny wieczór dla Lynette na ich 9. rocznicę ślubu, ale poniósł gorzką klęskę. Victor Lang – kandydat na burmistrza Fairview – zainteresował się Gabrielle i zaczął z nią flirtować. Carlos rozkojarzył się na randce, gdyż za bardzo przejął się samotną zabawą syna Edie – Traversa McLain – na uliczce. Ian i Mike założyli się w pokera o Susan. Hainsworth wygrał, zapobiegając wizytom Mike’a z Susan. Mąż Bree dołączył do małżonki w ich podróży. |                                   |                 |                                           |                      |                      |
| 17 | Dress Big                         | Matthew Diamond | Kevin Etten & Susan Nirah Jaffee          | 8 kwietnia 2007      | 18 listopada 2007    |
| Susan musiała się zmierzyć z rodzicami Iana i odmówiła im, gdy nalegali, by podpisała intercyzę, w której zrzekłaby się wszelkich praw do jego majątku w razie rozwodu. Sama odkryła, że ojciec Iana – Graham – miał fetysz ubierania się w damskie ubrania i wykorzystała go do szantażu, by nie podpisywać umowy. Lynette walczyła z mężem o nie noszenie ohydnych pomarańczowych koszulek w pracy. Później była zdruzgotana, gdy znalazła nieprzytomnego Toma w pizzerii. W szpitalu usłyszała, że nie będzie on mógł pracować przez przynajmniej 3 miesiące bo uszkodził się mu dysk. Gabrielle „pożyczyła” kilka sztuk ze wspaniałej kolekcji sukienek byłej żony Victora – Samanthy. Na przyjęciu spotkała ją i ta zażądała zwrotu sukienki noszonej przez Latynoskę. Edie starała się uwieść Carlosa, ale on zdenerwował się na nią za to, że jest nieodpowiedzialną kobietą i matką. Później uprawiał z nią seks, ponieważ zgodziła się zmienić. |                                   |                 |                                           |                      |                      |
| 18 | Liaisons                          | David Grossman  | Jenna Bans & Alexandra Cunningham         | 15 kwietnia 2007     | 18 listopada 2007    |
| Nieznośność Toma przelała się na Lynette za zatrudnienie byłego narkomana i zastępcę szefa kuchni – Ricka Colleti. Karen McCluskey, na której skupiło się marudzenie Toma, zrezygnowała nawet z opieki nad ich dziećmi. Edie i Carlos ponownie poszli do łóżka, by udowodnić, że „nie są w nim kiepscy”. Zaplanowali też podnieść zwój związek na „poziom rodziny”. Victor był poddawany próbom przez Gabrielle na to czy jest zazdrosny i wyznał jej, że ją kocha. Ian sądził, że Mike zawsze będzie obok nich w Fairview. Dlatego zaczął przekonywać Susan do przeprowadzenia się na stałe do Londynu. Mike zrezygnował z terapii ponieważ zaczął sobie przypominać swoje uczucia do Susan. Później uratował Iana z jeziora, gdy ich samochód wpadł do niego. Gdy Susan przyniosła swojemu byłemu chłopakowi prezent z podziękowaniem, pocałował ją, przez co zaczęła wątpić swoją lojalność do Iana. Tom zadzwonił z przeprosinami do Karen McCluskey, która miała zamarznięte zwłoki męża – Gilberta – w swojej piwnicy. |                                   |                 |                                           |                      |                      |
| 19 | God, That’s Good                  | Larry Shaw      | Dahvi Waller & Josh Senter                | 22 kwietnia 2007     | 25 listopada 2007    |
| Susan chciała zeswatać Mike’a z kobietą planującą jej ślub, by zapobiec niezręczności z ich pocałunku, ale on zniszczył jej plan. Susan, Mike i Ian pokłócili się, przez co matka Julie dowiedziała się o ich zakładzie przy pokerze i odwołała ślub. Lynette zdecydowała się, wbrew stanowisku Toma, by dodać kilka potraw Ricka do ich menu. Usłyszała tej jego poradę w stosunku do Toma. Victor został zaszantażowany z powodu jego zdjęć z windy, gdy uprawia seks z Gabrielle. Tracił przez to punkty w sondażach, dlatego też Gabrielle ogłosiła w mediach, że było o jej podziękowanie za jego zaręczyny. Edie i Carlos ukrywali przed światem swój związek, ale ona odkryła, że on robił to z powodu swej niegasnącej miłości do byłej żony. Parker znalazł zwłoki Gilberta i przyrzekł Karen, że zachowa to w tajemnicy po tym, jak mu wyjaśniła swoje powody tego czynu. Kobieta trafiła do więzienia, gdy Ida znalazła ciało. |                                   |                 |                                           |                      |                      |
| 20 | Gossip                            | Wendey Stanzler | John Pardee & Joey Murphy                 | 29 kwietnia 2007     | 25 listopada 2007    |
| Gabrielle była wściekła z powodu związku Edie z Carlosem. Zażądała od Susan i Lynette, by ignorowały Britt. Później wpadła na to, że Carlos wciąż ją kocha i jego relacja z Edie nie jest poważna. Susan została zmuszona do wyboru między Mikiem a Ianem przed sądowo przyznanym terapeutą. Mike wyjechał w góry, pogodzony z decyzją Susan a Ian wyjechał do Londynu, bo wiedział, że jego dotychczasowa narzeczona będzie zawsze myśleć o sąsiedzie. Karen wyszła na wolność, ale była szykanowana przez dzieci. Na prośbę Parkera, przedstawiła sąsiadkom, że trzymała swego męża bo tak mogła mieć dach nad głową i przy okazji, pobierać emeryturę Gilberta. Lynette zaczęła okłamywać Toma, by spędzać więcej czasu z Rickiem w pizzerii. Sprawa zaczęła się komplikować gdy Kayla podsunęła ojcu myśl, że Lynette może „bardzo lubić” Ricka. |                                   |                 |                                           |                      |                      |
| 21 | Into The Woods                    | David Grossman  | Alexandra Cunningham                      | 6 maja 2007          | 2 grudnia 2007       |
| Susan zgubiła się w lesie, gdy starała się podążać za Mikiem do gorących źródeł z niezbyt uprzejmą przewodniczką, ale mężczyzna znalazł ją. Po napadzie, podczas którego Rick i Lynette byli zamknięci w lodówce lokalowej, Tom próbował wymusić na Ricku, by odszedł z pracy i nie psuł jego małżeństwa, ale ten odmówił. Lynette jednak zwolniła go, gdy powiedziała mu, że go nie kocha. Edie postanowiła walczyć o wspólną opiekę dla Traversem z pierwszym byłym mężem – doktorem Charlsem McLain. Sądziła, że tylko tak zatrzyma przy sobie Carlosa. On przypomniał jej, że Travers potrzebuje stabilnego życia i sam z nią zostanie. Gabrielle zdecydowała się dać nauczkę policjantowi, gdy ten nazwał ją „suką”, ale sama została aresztowana. Victor obwinił ją za upokorzenie go w prasie, ale gdy zobaczył czerwony nadgarstek narzeczonej, wysłał dwóch bandytów do ataku na policjanta. |                                   |                 |                                           |                      |                      |
| 22 | What Would We Do Without You?     | Larry Shaw      | Bob Daily                                 | 13 maja 2007         | 2 grudnia 2007       |
| Tom wrócił do pracy i starał się, by Lynette porozmawiała z terapeutą małżeńskim bez jej wiedzy. Pożarli się, gdy Tom uznał, że żona darzy pewnym uczuciem Ricka. Prześwietlenie głowy Lynette wskazało na powiększenie węzłów chłonnych, co zdradzało obecność ziarnicy złośliwej. Plany Susan, by zrealizować swój ślub z innym panem młodym spaliły na panewce, kiedy spostrzegła, że Gabrielle przejęła jej wszystkie pomysły. Pokłóciły się, ale znalazły rozwiązanie w postaci podwójnego ślubu. Victor jednak odmówił, ponieważ nie chciał byłego skazańca jako drugiego bohatera tego wydarzenia. Mike wprowadził się do Susan, dlatego Edie porozmawiała z właścicielką domu, który teraz wynajmował tylko Carlos. Lilian Simms wypowiedziała mu umowę. Edie chciała, by zamieszkał z nią i udała, że może być już nim w ciąży. Test ciążowy dał negatywny wynik, ale później zgodziła się na dziecko z Carlosem. W tajemnicy brała pigułki antykoncepcyjne. |                                   |                 |                                           |                      |                      |
| 23 | Getting Married Today             | David Grossman  | Joe Keenan & Kevin Murphy                 | 20 maja 2007         | 9 grudnia 2007       |
| Bree wróciła do miasta wraz Orsonem i udawała, że jest w ciąży. Ciężarna Danielle została natomiast zamknięta w lokalnym klasztorze do czasu porodu. Gabrielle wyszła za mąż za Victora. Później podsłuchała rozmowę małżonka z jego ojcem – Miltonem – w której oboje uznali, że małżeństwo z nią da mu głosy latynoskiego elektoratu w walce o urząd gubernatora Eagle State. Załamana, zaczęła romans z Carlosem, który niedawno zerwał z Edie bo dowiedział się o jej tabletkach. Stella Lindquist – matka Lynette – pojawiła się na Wisteria Lane, by pomóc jej przejść przez raka, ale córka nie chciała ani jej pomocy ani pieniędzy na leczenie. Susan i Mike wzięli prywatny ślub w lesie, tnąc wszelkie koszty do minimum, z Julie jako jedyną świadkową. Edie, zasmucona z powodu zerwania, postanowiła się powiesić. |                                   |                 |                                           |                      |                      |

## Odcinki specjalne
| Odcinek | Tytuł                                  | Premiera w USA   | Narrator                            | Obejrzeć między odcinkami |
| ------- | -------------------------------------- | ---------------- | ----------------------------------- | ------------------------- |
|         |                                        |                  |                                     |                           |
| 1       | Oprah Is The New Neighbour             | 2 lutego 2005    | Brenda Strong jako Mary Alice Young | s01e13 a s01e14           |
|         |                                        |                  |                                     |                           |
| 2       | Sorting Out The Dirty Laundry          | 24 kwietnia 2005 | Tracy Fraim                         | s01e19 a s01e20           |
|         |                                        |                  |                                     |                           |
| 3       | All The Juicy Details                  | 1 stycznia 2006  | Brenda Strong jako Mary Alice Young | s02e10 a s02e11           |
|         |                                        |                  |                                     |                           |
| 4       | The More You Know, The Juicier It Gets | 23 kwietnia 2006 | Brenda Strong jako Mary Alice Young | s02e19 a s02e20           |
|         |                                        |                  |                                     |                           |
| 5       | Time To Come Clean                     | 3 września 2006  | Marc Cherry                         | s02e24 a s03e01           |
|         |                                        |                  |                                     |                           |
| 6       | The Juiciest Bites                     | 1 kwietnia 2007  | Brenda Strong jako Mary Alice Young | s03e16 a s03e17           |
|         |                                        |                  |                                     |                           |
| 7       | Secrets And Lies                       | 23 września 2007 | Brenda Strong jako Mary Alice Young | s03e23 a s04e01           |
|         |                                        |                  |                                     |                           |